# Tarell Alvin McCraney
Tarell Alvin McCraney (17. listopada 1980.) je američki pisac kazališnih komada i glumac. Godine 2016. prema njegovom kazališnom komadu naziva In Moonlight Black Boys Look Blue snimljena je drama Moonlight za koju je McCraney osvojio prestižnu nagradu Oscar u kategoriji najboljeg adaptiranog scenarija.

## Život i karijera
McCraney je rođen u Liberty Cityju (Miami, država Florida). Pohađao je New World School of the Arts u Miamiju gdje je osvojio dvije nagrade u kazalištu. Tijekom studiranja podnio je zahtjev i u konačnici dobio stipendiju za fondaciju National YoungArts 1999. godine. Nakon toga pohađao je sveučilište DePaul gdje je diplomirao glumu. U svibnju 2007. godine završio je dramski program za pisanje kazališnih komada na Yaleu te uz diplomu osvojio nagradu Cole Porter. 
Kao glumac radio je s redateljima kao što su Tina Landau iz kazališne skupine Steppenwolf (Chicago, država Illinois), David Cromer i B. J. Jones - umjetnički redatelj kazališta Northlight (gdje je McCraney glumio u čikaškoj premijeri predstave Blue/Orange autora Joea Penhalla) te razvio profesionalni odnos s Peterom Brookom i Marie-Hélène Estienne. McCraneyjeva trilogija Brother/Sister radnjom je smještena u Louisiani. 

## Vanjske poveznice
- Tarell Alvin McCraney u internetskoj bazi filmova IMDb-u (engl.)